# Fabián Estay
Fabián Raphael Estay Silva (Santiago, 1968. október 5. –) chilei válogatott labdarúgó.

## Pályafutása

### Klubcsapatban
1987 és 1991 között az Universidad Católica csapatában játszott és 1987-ben bajnoki címet szerzett. 1991-től 1993-ig a svájci St. Gallent erősítette. 1993-ban az Universidad de Chile játékosa volt. 1993 és 1995 között Görögországban az Olimbiakószban szerepelt. 1995 és 1996 között a Colo-Colo labdarúgója volt. 1996-tól 2005-ig Mexikóban játszott, többek között a Deportivo Toluca, a Club América, az Atlante, a Santos Laguna és az Acapulco csapatában. 2005-ben a kolumbiai América de Cali játékosa volt. 2006-ban a Palestino színeiben fejezte be a pályafutását.  

### A válogatottban
1990 és 2001 között 69 mérkőzésen szerepelt a chilei válogatottban és 5 gólt szerzett. Részt vett az 1991-es, az 1993-as, az 1995-ös és az 1999-es Copa Américán, valamint az 1998-as világbajnokságon, ahol a chileiek összes mérkőzésén pályára lépett.

## Sikerei, díjai
Universidad Católica
- Chilei bajnok (1): 1987

Deportivo Toluca
- Mexikói bajnok (2): Verano 1998, Verano 1999

Chile
- Copa América bronzérmes (1): 1991